# Ботаническая улица (Петергоф)
Ботани́ческая улица — улица в городе Петергофе Петродворцового района Санкт-Петербурга. Проходит от улицы Шахматова до улицы Рождественского.
Наименована 23 ноября 1970 года. Как указано в решении, на улице «предусматривалось создание Ботанического сада [Ленинградского государственного] университета». В состав улицы вошла Аллейная улица (от Старо-Гостилицкого шоссе до Ректорского проезда; название возникло в 1930-х годах и существовало до официального упразднения 31 декабря 2008 года).
Участок от Чичеринской улицы до улицы Рождественского фактически существует с конца 1970-х годов, участок от улицы Шахматова до Чебышёвской улицы — с начала 1980-х.
На участке от улицы Шахматова до Чичеринской Ботаническая улица представляет собой бульвар.

## Перекрёстки

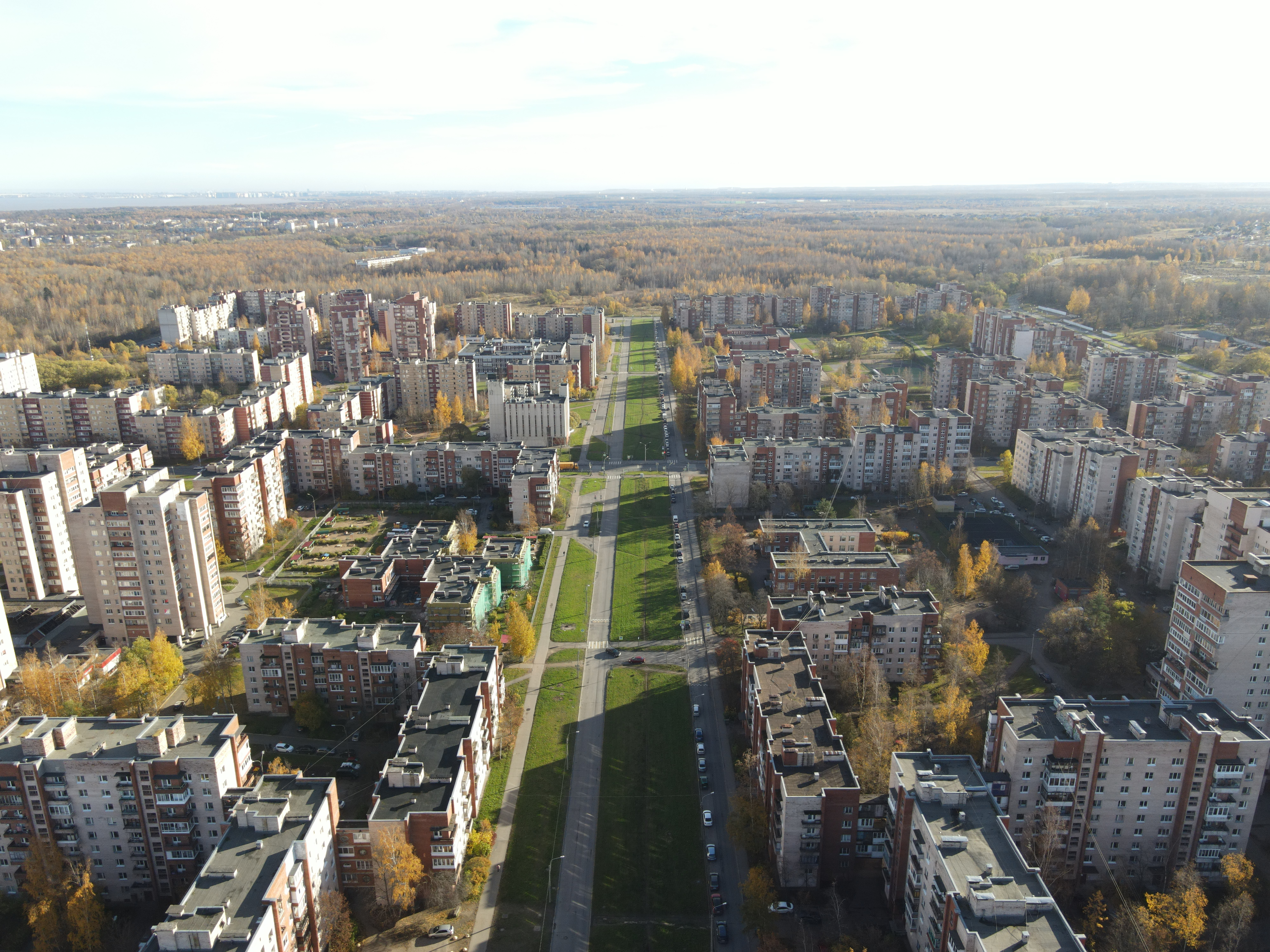
Ботаническая улица, вид на восток

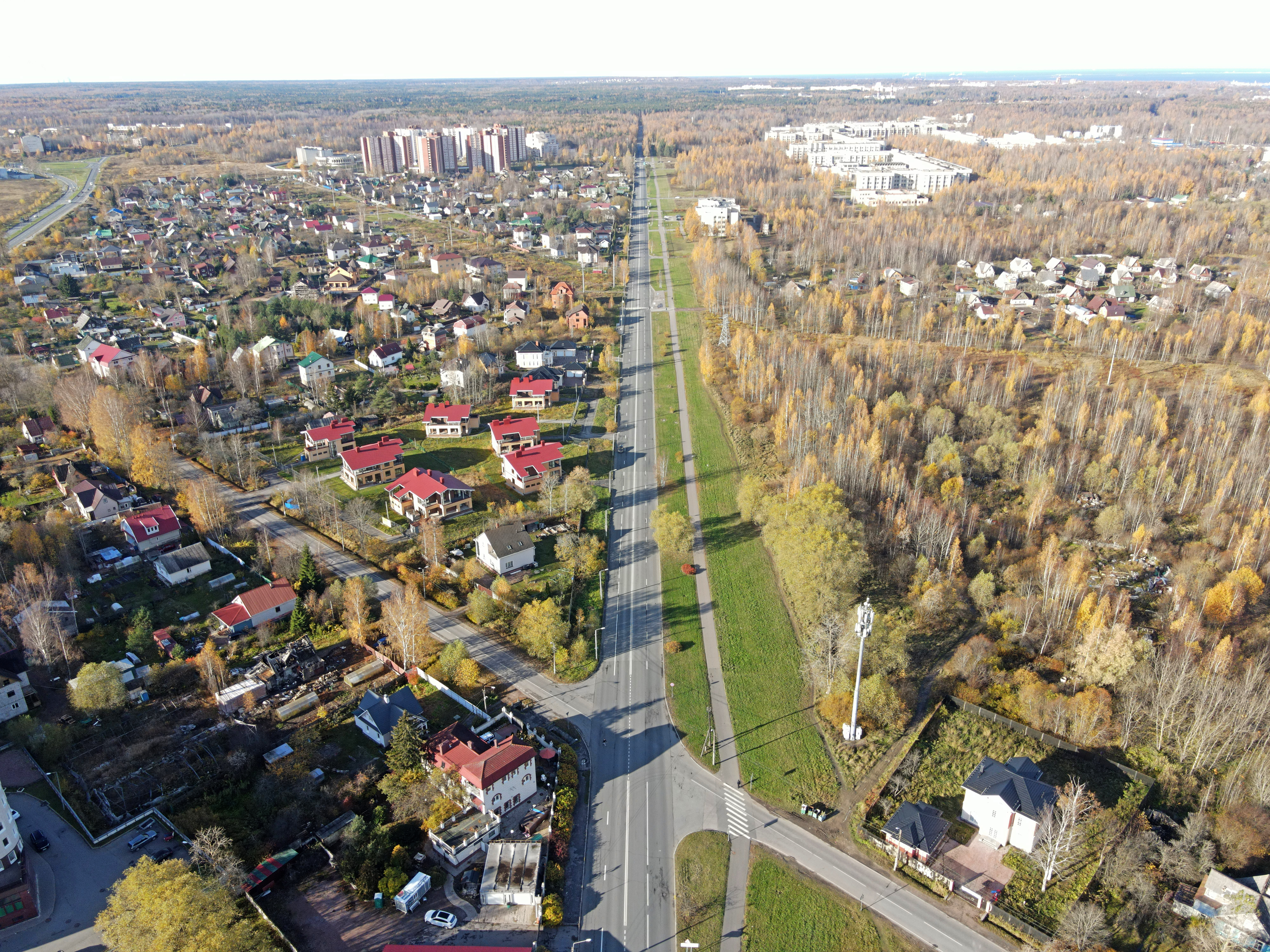
Ботаническая улица, вид на запад

- улица Шахматова
- Чебышёвская улица
- Чичеринская улица
- Старо-Гостилицкое шоссе
- улица Дзержинского
- Лесная улица
- Солнечная улица
- Цветочная улица
- Ректорский проезд
- Ульяновская улица

## Достопримечательности
Рядом с Ботанической улицей находятся:
- Петродворцовый учебно-научный комплекс, включающий в себя здания Санкт-Петербургского государственного университета[3]
- Троицкий ручей
- НИИ Генетики и микробиологии
- Студенческий городок СПбГУ
- Дворец Культуры и Науки СПбГУ
- Огородничество СПбГУ[4]

## Транспорт
- Остановка «Улица Шахматова»: № 639Б
- Остановка «Чебышевская улица»: № 639Б
- Остановка «Ботаническая улица» (пересечение с Чичеринской улицей): № 210, 344, 352, 356, 358, 359, 463, 463А, 489, 636, 639Б, 653, 653А, 653Б, 681, 682, 683, 683А, 684, 685А, 686, 687, 688, 689, 689А
- Остановка «Ботаническая улица, 17»: № 204Э, 210, 356Ш, 358, 359, 636, 653, 653А, 653Б
- Остановка «Ректорский Проезд»: № 204Э, 210, 356Ш, 358, 359, 636, 653, 653А, 653Б
- Остановка «Ботаническая улица» (пересечение с Ульяновской улицей): № 204Э, 210, 356Ш, 358, 359, 636, 653, 653А, 653Б
- Остановка «Ульяновская улица»: № 210, 352, 358, 359